# HOPE〜期待ゼロの新入社員〜
『HOPE〜期待ゼロの新入社員〜』（ホープ きたいゼロのしんにゅうしゃいん）は、2016年（平成28年）7月17日から9月18日まで、毎週日曜日21時 - 21時54分にフジテレビ系で放送されたテレビドラマである。

## 概要
本作品は韓国のWEBコミックからドラマ化され、2014年に韓国のケーブルテレビで放送された『ミセン-未生-』が原作。ミセン（未生）とは韓国の囲碁用語で「死んでもいないし、生きてもいない石」を意味する。
主演はHey!Say!JUMPの中島裕翔。中島は今作がゴールデン帯での連続ドラマ単独初主演となる。

## あらすじ
囲碁のプロ棋士の夢をあきらめた一ノ瀬歩は、東京にある大手総合商社「（株）与一物産」での従業員の本採用試験に向けて経験を積む8人のインターンの1人として働き始めた。１ヶ月間のインターン期間終了時、本採用の選考試験として2人1組でビジネス・プレゼンテーションを行うこととなった。選考結果は、香月あかね、桐明真司、人見将吾が正社員としての本社勤務の採用となり、一ノ瀬はインターン時と同じ本社の営業部・営業3課に1年間の雇用契約の契約社員として採用となる。彼らは新入社員として数々の難問に遭遇しながらも、社会人としての経験と研修を重ね成長していく。

## キャスト

### 与一物産

#### インターン生
一ノ瀬歩
演 - 中島裕翔（Hey! Say! JUMP）
大学に進学せずにアルバイトをしていたが、2015年10月の23歳時にインターン生として大手の総合商社に1ヶ月間働き始める。昔はプロの棋士を目指していたがプロ棋士試験の対象年齢（22歳まで）を越えてしまい、断念する。そんな中、一ノ瀬が所属していた日本棋院の先生からの紹介で母親にも勧められ、コネで一流総合商社に入る（日本棋院の先生と総合商社の専務とは知り合いのため）。インターンでは様々な失敗をしつつも、無事に本採用の内定をもらったが、高卒であることから一年間の雇用契約の契約社員とされた（2016年4月1日から2017年3月31日まで）。最初は苦戦するものの、囲碁で鍛えた洞察力とひたむきさで、成果を上げて仲間から認められるようになった。「自分は皆より遅れているからこそ人一倍努力する」が口癖。契約満了になった後は織田課長が起業した会社に入社した。
桐明真司
演 - 瀬戸康史
一ノ瀬の同期で成績優秀。冷静さと思いやりを兼ね備える。インターン終了後、鉄鋼二課へ配属された。一ノ瀬をはじめ、他の同期は様々な仕事が与えられているが、自分だけ事務仕事しかさせてもらえず、プライドが傷つけられ、転職を考えるようになる。初めは仲間を見下していたが次第に心を開き、上司とも雪解けが生じる。始めは一ノ瀬を目の敵にしていたが、囲碁で挫折した経緯を知り、自分と似たところを感じてからは仲間として認め、社員になれるよう手助けをしたり、自分の父親に就職の斡旋を頼もうとしたりする。
人見将吾
演 - 桐山照史（ジャニーズWEST）
一ノ瀬の同期でムードメーカー。情報通。表面上は良い上司を演じながらも、実は自分がやった手柄を横取りする上司に頭を悩ませていた。社員のインターネット上の掲示板に上司への不満を書き込むがばれてしまう。最後は手を焼きながらも折り合いをつけている様子。
香月あかね
演 - 山本美月
一ノ瀬の唯一の女性同期で才色兼備。クールな一面もあるが心優しいしっかり者。語学が得意で、英語を始め様々な言語が話せる。男性上司からセクハラを受け、女だからという理由でお茶汲みや片付けばかり強要され、会議等には出席させてもらえなかったり、「色目を使うのが得意」と言われる。しかしひたむきに努力をしてそれが認められ、責任のある仕事も任されるようになる。
新村慶太
演 - 桜田通
一ノ瀬の同期で東大生。嫌味で意地が悪い。与一物産の入社試験に合格するが、本社ではなく関西支社に配属された。入社後も性格は変わらず、同期会では一ノ瀬やあかねのことを、「高卒で契約社員なのに偉そう。」「前の職場で不倫していたらしい。」等と中傷した。
長井義彦
演 - 加治将樹
一ノ瀬の同期で第二新卒。元はメーカーに勤務していた。既婚者で生まれたばかりの娘がいる。おおらかで親切な性格。
押本勝
演 - 渡辺邦斗
インターン生。

#### 営業部
織田勇仁
演 - 遠藤憲一
営業3課長。一ノ瀬の上司。毒舌で厳しいが正義感が強く優しい性格で部下思い。上司の考え方に納得いかないと納得いくまで上司に強く意見したり、部下の大きなミスの責任や部下の出世のために会社をやめたりする。既婚者で子供が沢山いるので、本来会社をやめると都合が悪くなるが、退職後は起業し、そこに契約終了して転職活動中だった一ノ瀬や織田の退職後に突然会社をやめた安芸を誘う。
安芸公介
演 - 山内圭哉
営業3課主任。織田の部下。Jリーグクラブ川崎フロンターレのサポーターという一面もある。人が良く、部下思いであり上司思い。織田の退職後に突然退職して織田の始めた会社に誘われ入る。実はスキンヘッドで普段はウィッグを付けている。
宇野道陸
演 - 松澤一之
営業部長。
小早川昇
演 - 遠山俊也
営業2課長。
江部 徹
演 - 宮川一朗太
第7話から出演。小売りの新規事業企画のため営業3課に異動した。

#### 資源部
寺崎京介
演 - 矢柴俊博
資源部2課長。あかねの直属の上司。非常に厳しく直情的。
桧山 誠
演 - 松田賢二
資源部主任。あからさまに意地悪で高圧的な性格をしており、逆恨みからあかねにパワーハラスメントを行う。
戸口 宏
演 - 隈部洋平
資源部社員。
高柳清志
演 - 佐伯新
資源部1課長。

#### 鉄鋼部
結城雅治
演 - 丸山智己
鉄鋼2課主任。桐明の上司。一見冷たいが部下思いの優しい人物。週末はたまにサウナに通っている。

#### 繊維部
鳴海亮太
演 - マギー
繊維部の主任。表向きこそひょうきんで優しいが内面は陰湿。部下にはミスを押し付け、手柄を横取りするという卑怯な方法で上司から好評価を得ていた。雑務を押し付けてこき使っていた人見に反抗されたことにより、人見をいじめるようになる。
塩田 聡
演 - 桜井聖
繊維1課長。

#### 食品部
白石涼子
演 - 中村ゆり
食品2課長。仕事のできる女性だが、プライベートでは夫に子供を保育園に迎えにいってもらい、そのことを巡って口論になる。１人で仕事を抱え込み過ぎて疲労で倒れてしまう。

#### 財務部
浅見 梢
演 - 大島蓉子
部長。仕事に厳しい。

#### 人事部
中村 和之
演 - 佐戸井けん太
部長。

#### 専務
鷹野義郎
演 - 風間杜夫

### その他
一ノ瀬夕紀
演 - 朝加真由美
歩の母。囲碁の道で挫折した歩を見て、知り合いのコネを頼って一流総合商社に入れる。夫を病気で亡くしている。
織田佳子
演 - 平田敦子
第5話から出演。織田の妻。かつての織田の会社の社員。社員時代は可愛らしい社員だったようだが、部長になかなか出世しない夫が原因で肥満の鬼嫁に変わってしまう。

## ゲスト

### 第2話
宮脇和久
演 - 温水洋一
大手スーパーチェーン社長（織田の中学時代の同級生）。

### 第4話
武林悟史
演 - 伊藤正之
東洋鉱石の担当課長。
大平竜也
演 - 山崎樹範
与一物産・資源1課。一之瀬と桐明がOJT研修を受ける。

### 第8話
竹下雅也
演 - 山中聡
与一物産・中国の上海支社勤務。
与一物産・監査部員
演 - 坂田聡

## スタッフ
- 原作 - 尹胎鎬「ミセン」
- 脚本 - 徳永友一
- 演出 - 河野圭太、城宝秀則、淵上正人
- 音楽 - 眞鍋昭大、MAYUKO
- 主題歌 - スピッツ「コメット」（ユニバーサルJ）[4]
- 音楽プロデュース - 志田博英
- 囲碁監修 - 吉原由香里、桂篤
- 商社監修 - 兼松
- 語学監修 - アイザック外国語スクール
- 編成企画 - 渡辺恒也（フジテレビ）
- プロデュース - 高丸雅隆（共同テレビ）
- 制作 - フジテレビ
- 制作著作 - 共同テレビ

## 放送日程
| 各話                                                          | 放送日  | サブタイトル                                                   | 演出     | 視聴率 |
| ------------------------------------------------------------- | ------- | -------------------------------------------------------------- | -------- | ------ |
| 第1話                                                         | 7月17日 | 会社の現実に立ち向かえ! コネ入社の最弱ヒーロー                 | 河野圭太 | 6.5%   |
| 第2話                                                         | 7月24日 | 大逆転!? 運命のプレゼン試験                                    | 城宝秀則 | 7.1%   |
| 第3話                                                         | 7月31日 | 事件勃発 上司の危機を救え!!                                    | 河野圭太 | 6.0%   |
| 第4話                                                         | 8月7日  | 僕が会社を辞めなかった理由                                     | 城宝秀則 | 6.4%   |
| 第5話                                                         | 8月14日 | 負けたくない、お前にだけは                                     | 河野圭太 | 6.0%   |
| 第6話                                                         | 8月28日 | 踏ん張れ願いは必ず届けてやる新人の発想で大企業が動く30分拡大SP | 城宝秀則 | 6.5%   |
| 第7話                                                         | 9月4日  | 同期の絆 俺たちがそばにいる                                    | 淵上正人 | 4.8%   |
| 第8話                                                         | 9月11日 | 最終決戦お前を守ってみせる                                     | 城宝秀則 | 4.9%   |
| 最終話                                                        | 9月18日 | 未来へ旅立つ君に贈る言葉                                       | 河野圭太 | 6.6%   |
| 平均視聴率 6.1%（視聴率はビデオリサーチ調べ、関東地区・世帯） |         |                                                                |          |        |

- 第2話は、「FNS27時間テレビフェスティバル!」放送のため30分繰り下げ、21時30分 - 22時24分に放送された。
- 第5話は、サガテレビ[14]のみ、TBS製作の「リオデジャネイロオリンピック 女子マラソン」放送のため、8月16日20時 - 20時54分に放送された。
- 8月21日は、「リオデジャネイロオリンピック レスリング男子 フリースタイル65kg級・97kg級予選」放送のため休止。

## 受賞
- 第5回コンフィデンスアワード・ドラマ賞 助演男優賞（2016年） - 山内圭哉[15][16]